# Эстберг, Микаэль
Микаэль Эстберг (швед. Mikael Östberg; род. 21 мая 1977 года, Соллентуна) — шведский лыжник, победитель этапа Кубка мира. Ярко выраженный специалист спринта.

## Спортивная карьера
В Кубке мира Эстберг дебютировал 11 марта 1998 года, в декабре 2002 года одержал свою единственную победу на этапе Кубка мира, в спринте. Кроме этого имеет на своём счету 2 попадания в тройку лучших на этапах Кубка мира, по 1 в командном и личном спринте. Лучшим достижением Эстберга в общем итоговом зачёте Кубка мира являются 31-е места в сезонах 2002/03, 2004/05, 2005/06.
На Олимпиаде-2006 в Турине стал 12-м в спринте.
За свою карьеру принимал участие в одном чемпионате мира, на чемпионате мира 2003 года в Валь-ди-Фьемме был 9-м в спринте свободным стилем.
Использовал лыжи производства фирмы Peltonen.